# Frössen
Frössen ist ein Ortsteil der Einheitsgemeinde Stadt Gefell im Saale-Orla-Kreis in Thüringen.

## Geografie
Frössen liegt etwa 2 km westlich der an der Gemarkung vorbeiführenden Bundesautobahn 9, an die der Ort über die Anschlussstelle Bad Lobenstein angebunden ist. Diese wiederum ist über die Bundesstraße 90 erreichbar, die etwa hundert Meter nördlich von Frössen verläuft.
Westlich der Gemarkung des Ortes schließt sich das Waldgebiet um Saaldorf an.
Mit den Linien 720 und 721 des Verkehrsunternehmens KomBus hat Frössen Anschluss an die Städte Schleiz, Tanna, Bad Lobenstein und Hirschberg (Saale).

### Nachbarorte
Nachbarorte sind Göritz, Saaldorf, Langgrün und Blintendorf.

## Geologie
Geologisch ist die Flur von Frössen ein typischer Standort des Südostthüringer Schiefergebirges. Diese Böden sind durch den hohen Feinerdeanteil und Humusgehalt sehr fruchtbar. Quellmulden sowie schmale Tallagen der Bäche sind typische Grünlandstandorte. Ackerbau wird auf plateauartigen Geländerücken, welligen Ebenen und Flachhängen begünstigt. Auf sonstigen Lagen überwiegt die forstliche Nutzung.

## Geschichte
Am 21. Oktober 1331 wurde Frössen urkundlich erstmals erwähnt. Die Schreibweisen des Ortes wechselten von 1331 „Fressen“ zu 1355 „Vrezzin“, später „Freszin“, „Frössan“ zum heutigen Frössen. Das ehemalige sorbische Dorf ist immer noch am Runddorf und an einer Gelängeflur zu erkennen.
Es gab zwei Rittergüter. Eines davon bewirtschafteten die Ritter von Dobernick. Von dem Rittergut „Hohenpreis“ zeugen noch Gebäude und Mauerreste.

## Sehenswürdigkeiten
- Trinitatiskirche (Frössen)

## Wirtschaft
Die Landwirtschaft prägte und prägt den Ort und geht heute neue Wege. Die alte Schule fungiert jetzt als Dorfgemeinschaftshaus.